# Ryan Poehling
Ryan Poehling, född 3 januari 1999, är en amerikansk professionell ishockeyforward som spelar för Montreal Canadiens i National Hockey League (NHL). Han har tidigare spelat för St. Cloud State Huskies (St. Cloud State University) i National Collegiate Athletic Association (NCAA) och Lincoln Stars i United States Hockey League (USHL).
Poehling draftades av Montreal Canadiens i första rundan i 2017 års draft som 25:e spelare totalt.

## Statistik
| 2013–2014   | Lakeville North Panthers |             | 24  | 11 | 16 | 27 | 21 | 3 | 0 | 6 | 6 | 0  |
| 2014–2015   | Lakeville North Panthers |             | 25  | 14 | 24 | 38 | 12 | 3 | 1 | 8 | 9 | 14 |
|             | Team Southeast           |             | 20  | 3  | 2  | 5  | 20 | 3 | 1 | 1 | 2 | 0  |
| 2015–2016   | Lakeville North Panthers |             | 25  | 20 | 34 | 54 | 10 | 3 | 1 | 7 | 8 | 2  |
|             | Team Southeast           |             | 20  | 6  | 14 | 20 | 12 | — | — | — | — | —  |
|             | Lincoln Stars            | USHL        | 9   | 2  | 2  | 4  | 0  | — | — | — | — | —  |
| 2016–2017   | St. Cloud State Huskies  | NCAA        | 35  | 7  | 6  | 13 | 12 | — | — | — | — | —  |
|             | U.S. National U18 Team   |             | 9   | 4  | 2  | 6  | 4  | — | — | — | — | —  |
| 2017–2018   | St. Cloud State Huskies  | NCAA        | 36  | 14 | 17 | 31 | 30 | — | — | — | — | —  |
| 2018–2019   | Montreal Canadiens       | NHL         | 1   | 3  | 0  | 3  | 0  | — | — | — | — | —  |
|             | St. Cloud State Huskies  | NCAA        | 36  | 8  | 23 | 31 | 34 | — | — | — | — | —  |
| NHL totalt  | NHL totalt               | NHL totalt  | 1   | 3  | 0  | 3  | 0  | — | — | — | — | —  |
| NCAA totalt | NCAA totalt              | NCAA totalt | 107 | 29 | 46 | 75 | 76 | — | — | — | — | —  |

### Internationellt
| Källa: Uppdaterad: 2019-04-09 | Källa: Uppdaterad: 2019-04-09 | Källa: Uppdaterad: 2019-04-09 |         | Utv = Utvisningsminuter | Utv = Utvisningsminuter | Utv = Utvisningsminuter | Utv = Utvisningsminuter | Utv = Utvisningsminuter |
| År                            | Lag                           | Mästerskap                    | Matcher | Mål                     | Assists                 | Poäng                   | Utv                     |                         |
| ----------------------------- | ----------------------------- | ----------------------------- | ------- | ----------------------- | ----------------------- | ----------------------- | ----------------------- | ----------------------- |
| 2016                          | USA                           | Ivan Hlinka                   | 4       | 4                       | 2                       | 6                       | 6                       |                         |
| 2016                          | USA                           | U18-VM                        | 7       | 3                       | 2                       | 5                       | 6                       |                         |
| 2018                          | USA                           | JVM                           | 7       | 1                       | 2                       | 3                       | 0                       |                         |
| 2019                          | USA                           | JVM                           | 7       | 1                       | 2                       | 3                       | 0                       |                         |
| Junior totalt                 | Junior totalt                 | Junior totalt                 | 24      | 13                      | 9                       | 22                      | 14                      |                         |